# Кој ди Педен (Белуно)
Кој ди Педен (итал. Coi di Peden) је насеље у Италији у округу Белуно, региону Венето.
Према процени из 2011. у насељу је живело 16 становника. Насеље се налази на надморској висини од 695 м.